# Wundbrand

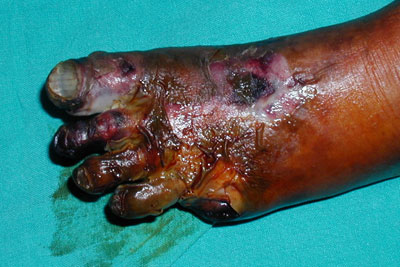
Auch Gangräne wurden früher als Wundbrand bezeichnet

Wundbrand ist eine historische Bezeichnung für alle Arten von Wundinfektion und deren Folgeerscheinungen. Weitere Bezeichnungen waren auch Hospitalbrand, Spitalbrand, Wundfieber, feuchter Lazarettbrand und Wundbräune. Der Typ des Erregers (bakteriell, viral, sonstige), die Ausbreitung (lokal, systemisch) sowie der Schweregrad spielten bei dieser antiquierten, verallgemeinernden Bezeichnung keine Rolle. In der modernen Systematik wird nach diesen Faktoren allerdings unterschieden, sodass heutzutage eine Vielfalt voneinander unabhängiger medizinischer Begriffe und Abstufungen besteht, die seinerzeit unter „Wundbrand“ zusammengefasst worden wären. Eine solche spätere Aufsplitterung historischer Sammelbegriffe kann in der Medizingeschichte häufig beobachtet werden.
Erstmals beschrieben wurde der Hospitalbrand Mitte des 16. Jahrhunderts von dem französischen Chirurgen Ambroise Paré. Rat- und Hilflosigkeit gegenüber dem lebensgefährlichen Wundbrand gingen erst mit der Einführung der Antisepsis durch Joseph Lister zurück. Der Wundbrand ist seit Einführung der Asepsis ebenso wie Pyämien als Folge von Wundinfektionen sehr selten geworden.
Einige heutige Beispiele zum Begriff „Wundbrand“:
| Begriff   | Einteilung nach              | Beschreibung |
| --------- | ---------------------------- | --- |
| Abszess   | Pathomechanismus, Erregertyp | Lokale Einschmelzung von Gewebe, fast ausschließlich durch Bakterien hervorgerufen. |
| Erysipel  | Ausbreitung, Erregertyp      | Umschriebene Infektion der oberen Hautschichten durch Bakterien. |
| Phlegmone | Ausbreitung, Erregertyp      | Diffuse Weichteilinfektion, fast ausschließlich durch Bakterien hervorgerufen. |
| Gangrän   | Pathomechanismus             | Absterben von Gewebe aufgrund einer Durchblutungsstörung, die unterschiedlicher Ursache sein kann. Gangräne können trocken (nicht infiziert) oder feucht (infiziert) sein.                                         |
| Sepsis    | Ausbreitung                  | Unspezifische Bezeichnung für die Reaktion des Körpers auf eine generalisierte Infektion, der Erregertyp spielt keine Rolle. Gemeinsame Endstrecke eskalierender Infektionskrankheiten. Verschiedene Schweregrade. |
| Gasbrand  | Erregertyp                   | Trivialname für das fortgeschrittene infektiös-toxische Stadium einer Infektion mit Clostridien (insbesondere Clostridium perfringens), ausgehend von einem lokalen Herd.                                          |

Alle lokalen infektiösen Phänomene (aus dieser Liste z. B. Abszess, Erysipel, Phlegmone, feuchte Gangrän) können bei Ausbreitung systemische Komplikationen (Sepsis) nach sich ziehen.